# Эннекцерус, Людвиг
Карл Мартин Людвиг Эннекцерус (нем. Karl Martin Ludwig Enneccerus [ˈluːtvɪk ɛnɛkˈtseːrʊs]; 1 апреля 1843 года, Нойштадт-ам-Рюбенберге — 1 июня 1928 года, Марбург) — немецкий ученый-юрист, национал-либеральный депутат в Рейхстаге (Германская империя).

## Научная деятельность
До 1860 года Эннекцерус посещал гимназию в Ганновере. После получения аттестата зрелости он отправился в Италию, где присоединился к фрайкору Джузеппе Гарибальди. Изучал юриспруденцию в Гёттингенском университете.
В 1868 году Эннекцерус получил степень доктора права. В 1872 году стал профессором права в Гёттингене. С 1873 года он преподавал в Марбургском университете. Основной областью его научных интересов было римское право, а также гражданское право. Эннекцерус подготовил один из известнейших учебников по ГГУ.

## Политика
Кроме научной работы Эннекцерус также занимался политикой и был национал-либералом. С 1882 по 1898 год являлся депутатом от административного округа Кассель в Палате депутатов Пруссии и был в ней активным деятелем. С 1887 по 1890 год и с 1893 по 1898 год он также был депутатом Рейхстага (Германская империя) от избирательного округа Великое княжество Ольденбург.
В Рейхстаге Эннекцерус был активным участником законотворческого процесса по подготовке Германского гражданского уложения.